# Skoky do vody na mistrovství světa v plaveckých sportech 1994
Závody v skocích do vody na mistrovství světa v plaveckých sportech za rok 1994 proběhly v Římě, Itálie ve dnech 1. až 11. září 1994.

## Česká stopa
Česko reprezentovaly Andrea Absolonová (*1976), Kristýna Daňková (*1978) a Eliška Daňková (*1977). Všechny tři z pardubického klubu SCPAP. Kristýna Daňková v skocích z 1 m prkna nepostoupila z kvalifikace a z 35 závodnic obsadila 28. místo, Andrea Absolonová 31. místo. Andrea Absolonová v skocích z 3 m prkna nepostoupila z kvalifikace a z 36 závodnic obsadila 24. místo, Eliška Daňková 33. místo. Kristýna Daňková v disciplíně skoku z 10 m věže nepostoupila z kvalifikace a z 24 závodnic obsadila 20. místo. Šéftrenérkou reprezentace byla Marie Čermáková.

## Výsledky
| Muži              | Zlato                 | Zlato  | Stříbro               | Stříbro | Bronz                      | Bronz  |
| ----------------- | --------------------- | ------ | --------------------- | ------- | -------------------------- | ------ |
| Skoky z 1 m prkna | Evan Stewart (ZIM)    | 382,14 | Lan Wej (CHN)         | 375,96  | Brian Earley (USA)         | 361,59 |
| Skoky z 3 m prkna | Jü Čuo-čcheng (CHN)   | 655,44 | Dmitrij Sautin (RUS)  | 646,59  | Wang Tchien-ling (CHN)     | 638,22 |
| Skoky z 10 m věže | Dmitrij Sautin (RUS)  | 634,71 | Sun Šu-wej (CHN)      | 630,03  | Vladimir Timošinin (RUS)   | 607,32 |
| Ženy              | Zlato                 | Zlato  | Stříbro               | Stříbro | Bronz                      | Bronz  |
| Skoky z 1 m prkna | Čchen Li-sia (CHN)    | 279,30 | Tchan Šu-pching (CHN) | 276,00  | Annie Pelletierová (CAN)   | 273,84 |
| Skoky z 3 m prkna | Tchan Šu-pching (CHN) | 548,49 | Vera Iljinová (RUS)   | 496,60  | Claudia Bocknerová (GER)   | 480,15 |
| Skoky z 10 m věže | Fu Ming-sia (CHN)     | 434,04 | Čch' Pin (CHN)        | 420,24  | María-José Alcaláová (MEX) | 396,48 |

## Medailová bilance
Ve skocích do vody se rozdělily celkem 6 sad medailí.
| Pořadí | Stát           |       | Muži    | Muži  | Muži  |         | Ženy  | Ženy  | Ženy    |       | Muži + Ženy | Muži + Ženy | Muži + Ženy | Celkem |
| Pořadí | Stát           | Zlato | Stříbro | Bronz | Zlato | Stříbro | Bronz | Zlato | Stříbro | Bronz |             |             |             | Celkem |
| ------ | -------------- | ----- | ------- | ----- | ----- | ------- | ----- | ----- | ------- | ----- | ----------- | ----------- | ----------- | ------ |
| 1.     | Čína (CHN)     |       | 1       | 2     | 1     |         | 3     | 2     | 0       |       | 4           | 4           | 1           | 9      |
| 2.     | Rusko (RUS)    |       | 1       | 1     | 1     |         | 0     | 1     | 0       |       | 1           | 2           | 1           | 4      |
| 3.     | Zimbabwe (ZIM) |       | 1       | 0     | 0     |         | 0     | 0     | 0       |       | 1           | 0           | 0           | 1      |
| 4.     | USA (USA)      |       | 0       | 0     | 1     |         | 0     | 0     | 0       |       | 0           | 0           | 1           | 1      |
| 4.     | Německo (GER)  |       | 0       | 0     | 0     |         | 0     | 0     | 1       |       | 0           | 0           | 1           | 1      |
| 4.     | Kanada (CAN)   |       | 0       | 0     | 0     |         | 0     | 0     | 1       |       | 0           | 0           | 1           | 1      |
| 4.     | Mexiko (MEX)   |       | 0       | 0     | 0     |         | 0     | 0     | 1       |       | 0           | 0           | 1           | 1      |
| Celkem | Celkem         |       | 3       | 3     | 3     |         | 3     | 3     | 3       |       | 6           | 6           | 6           | 18     |